# Rząd Alfreda Windischgrätza
Rząd Alfreda Windisch-Grätza – rząd austriacki, rządzący Cesarstwem Austriackim od 11 listopada 1893 do 19 czerwca 1895.

## Skład rządu
- premier – Alfred III. zu Windisch-Grätz
- rolnictwo – Julius Falkenhayn
- handel – Gundaker Wurmbrand
- wyznania i oświata – Stanisław Madeyski
- finanse – Ignaz von Plener
- sprawy wewnętrzne – Olivier de Bacquehem
- sprawiedliwość – Friedrich Schönborn
- obrona krajowa – Zeno Welsersheimb
- minister bez teki (do spraw Galicji) – Apolinary Jaworski